# Ivan Stěpanovič Prochanov
Ivan Stěpanovič Prochanov (rus. Иван Степанович Проханов; 17. dubna 1869, Vladikavkaz – 6. října 1935, Berlín) byl ruský evangelikální kazatel, teolog, spisovatel, publicista, inženýr a politik. Sehrál klíčovou roli při rozšíření evangelikalismu na území Ruského impéria, díky čemuž byl neoficiálně nazýván „reformátorem Východu“.
Stál u zrodu Všeruského svazu evangelických křesťanů. V letech 1911–1928 působil jako viceprezident Světového svazu baptistů. Od roku 1928 žil v exilu, kde i zemřel. Opakovaně navštívil Československo.
Napsal více než tisíc duchovních písní; je autorem několika teologických rozprav.
Jeho synem byl botanik Jaroslav I. Prochanov (1902–1965).